# Nazran
Nazran (em russo:  Назра́нь; em inguche:   Наьсара, transl. Näsara) é uma cidade da Rússia. Foi capital da República da Inguchétia de 1991 a 2000, antes que a cidade de Magas fosse construída especificamente para este propósito. Nazran é a maior cidade da Inguchétia, com uma população de 134.280 habitantes (2008).

## Características
Nazran foi fundada no século XVIII. Após se tornar uma fortaleza militar em 1817, Nazran assistiu à chegada de grande número de inguches. Adquiriu o estatuto de cidade em 1967.
Durante o período soviético, Nazran foi centro de um distrito (rayon), dentro da República Socialista Soviética Autônoma Checheno-Inguche. Depois da separação da Chechênia, em 1991, a cidade se tornou a capital da República da Inguchétia. Isto provocou um aumento exponencial na população; dos 18.246 habitantes contabilizados pelo censo soviético de 1989, o número passou para os 125.026 habitantes contabilizados pelo censo russo de 2002.
Nazran continua a ser o centro do distrito de Nazranovsky, embora seja separado administrativamente dele, mantendo o estatuto de cidade sob administração da república.
Localiza-se na rodovia federal M29, e possui uma estação ferroviária na linha Rostov - Baku.

## Ataque insurgente de 2004
Em 2004 uma tropa de rebeldes chechenos e inguches realizou uma incursão em grande escala à Inguchétia, liderados por Shamil Basayev. Os ataques, realizados durante a madrugada, tiveram como alvo quinze edifícios oficiais da cidade, e pelo menos três cidades e vilas localizados na rodovia Baku-Rostov, que cruza a república de leste a oeste.
O episódio durou cinco horas, e os seus perpetradores - tidos como entre 200 a 300 indivíduos - conseguiram recuar quase sem baixas, tendo perdido aparentemente apenas dois de seus homens durante os ataques. Os rebeldes, por sua vez, mataram 67 membros das forças de segurança, incluindo o Ministro do Interior do país, Abukar Kostoyev, seu vice-ministro, Zyaudin Kotiev, promotores e outras autoridades importantes; também conseguiram tomar e saquear os depósitos de armas e munição da MVD e da polícia local. 25 civis, incluindo um funcionário local das Nações Unidas, morreram durante os tiroteios.
O Ministro Federal do Interior, Rashid Nurgaliyev, encontrou-se com o general Vyacheslav Tikhomirov, comandante das forças do Ministério do Interior russo, e culpou-o pelo alto número de mortes. Tikhomirov abandonou o cargo após o encontro.

## Protestos de 2008
Diversos protestos eclodiram na cidade em janeiro de 2008, seguidos por uma resposta firme do governo. Os tumultos parecem ter sido incitados como reação a atividades de grupos pró-governamentais e paramilitares, que incluem sequestros, prisões e assassinatos. Os participantes dos protestos exigiam a renúncia do presidente Zyazikov, aliado do presidente russo Vladimir Putin.

## Esporte
A cidade de Nazran é a sede do Estádio Rashid Aushev e do FC Angust Nazran, que participa do Campeonato Russo de Futebol. 